# آلمان در المپیک تابستانی ۲۰۰۰
آلمان در بازی‌های المپیک تابستانی ۲۰۰۰ که در شهر سیدنی استرالیا برگزار شد، کاروان آلمان با ۴۲۲ ورزشکار در این رقابت‌ها شرکت کرد و موفق به کسب ۵۶ مدال (۱۳ طلا، ۱۷ نقره، ۲۶ برنز) شد. در جدول رتبه‌بندی توزیع مدال‌ها، آلمان در ردهٔ ۵ مسابقات قرار گرفت.